# 라파엘 가르사 구티에레스
라파엘 가르사 구티에레스(스페인어: Rafael Garza Gutiérrez, 1896년 12월 13일 ~ 1973년 7월 4일)는 멕시코의 축구 선수이자 감독이었다.
가르사 구티에레스는 선수 생활을 클루브 아메리카에서만 보냈다.
또한 1930년 FIFA 월드컵에도 멕시코 축구 국가대표팀으로 출전하였다.
은퇴 후에는 클루브 아메리카와 멕시코의 감독을 번갈아 가면서 맡았다.
그의 동생인 프란시스코 가르사 구티에레스 역시 멕시코 대표팀으로 역시 1930년 월드컵에 같이 출전하였다.